# 瓦尔拉姆·利帕尔捷利阿尼
瓦尔拉姆·利帕尔捷利阿尼（1989年2月27日—），格鲁吉亚男子柔道运动员。他曾代表格鲁吉亚参加2012年、2016年和2020年夏季奥林匹克运动会柔道比赛，其中2016年奥运会获得一枚银牌。